# 베지나 트로피

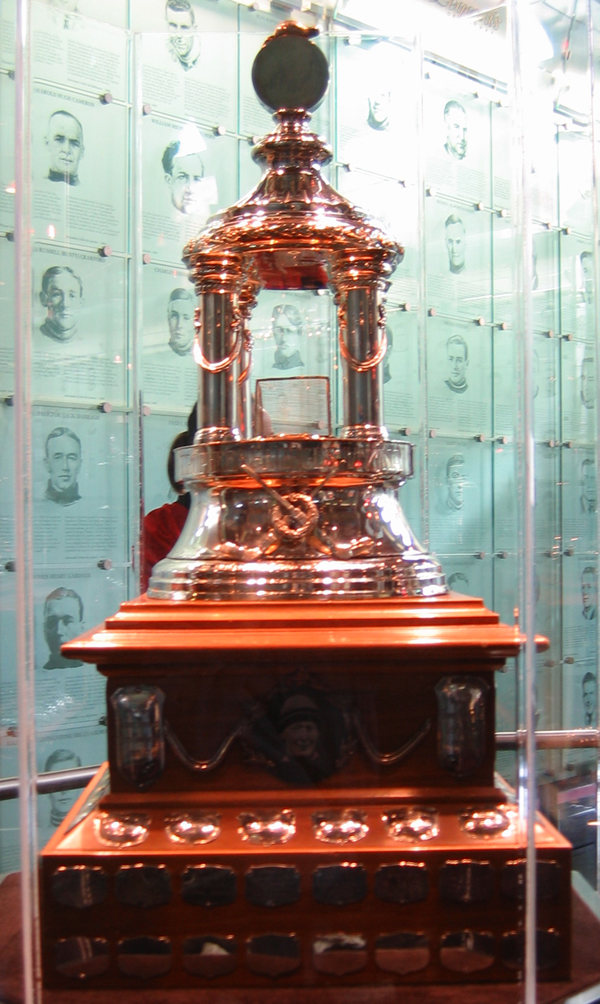
베지나 트로피

베지나 트로피(영어: Vezina Trophy)는 내셔널 하키 리그 (NHL)의 트로피다. 매년 "이 포지션에서 최고라고 평가된 골텐더"에게 수여된다.